# Переможний танець
Переможний танець — відзначення перемоги або успіху танцем або рухами тіла. Найчастіше використовується в спорті. Танець перемоги може бути виявом радості або зневаги до суперника.

## Приклади
- Святкування тачдауну[en] — танець перемоги в американському та канадському футболі.
- Душ із «Gatorade»[en] — традиція обливати тренера, кращих гравців або власника команди сумішшю напою Gatorade зі льодом.
- Святкування забитого м'яча[en] — танець перемоги у футболі.

## Помітні випадки
25 лютого 1964 року боротьба між Касіусом Клеєм і Соні Лістоном, коли Клей виконав «Танець Перемоги», щоб «ущипнути» свого опонента на рингу. Див. основну статтю Алі проти Лістона.
Перемогу юніоністського політика Девіда Трімбла над Ієном Пейслі в Північній Ірландії після Маршу Драмкрі 12 липня 1995 року.

## Переможна поза
- Переможна поза[en]

| Спорт | Це незавершена стаття про спорт. Ви можете допомогти проєкту, виправивши або дописавши її. |